# Auguste-Marseille Barthélemy

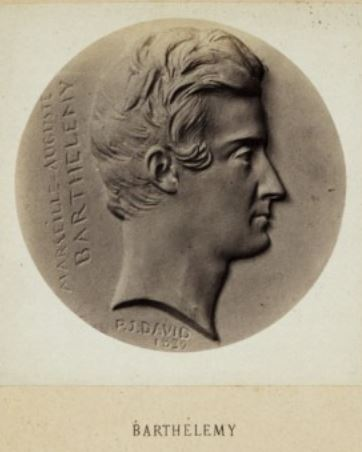

Auguste-Marseille Barthélemy (* 1796 in Marseille; † 23. August 1867 ebenda) war ein französischer Dichter.

## Leben
Barthélemy absolvierte seine Schulzeit am Collège de Juilly in Juilly, Département Seine-et-Marne. Mit 26 Jahren ging Barthélemy zusammen mit seinem Freund Joseph Méry nach Paris.
Dort konnte Berthélemy erfolgreich als Schriftsteller debütieren und zusammen mit Méry veröffentlichte er viele Satiren gegen die Bourbonen. Als Parteigänger Napoleons richteten sich diese Pamphlete meistenteils gegen Ludwig XVIII. und dessen Nachfolger Karl X. Durch ihren beißenden Spott, durch die Lebendigkeit und Leichtigkeit ihrer Verse gewannen diese bald einen großen Leserkreis.
Barethélemys Verehrung für Napoleon schlug sich aber auch in anderen Werken nieder. 1828 veröffentlichte er sein historisches Epos Napoléon en Égypte, in dem er huldigend dessen Ägyptische Expedition darstellte. Barthélemy reiste im Sommer 1828 an den Hof nach Wien, um dieses Werk persönlich Napoleon Franz Bonaparte, dem Herzog von Reichstadt, überreichen zu können. Da ihm dieses aber verwehrt wurde, rächte er sich im darauffolgenden Jahr mit seinem Gedicht „Le fils de l'homme, ou souvenirs de Vienne“. Die Veröffentlichung brachte ihm eine Verurteilung zu drei Monaten Haft wegen Majestätsbeleidigung ein.
Auch nach der Julirevolution von 1830, während der Zweiten Restauration setzte Barthélemy seine literarischen Angriffe auf die Regierung fort, meistens in Zusammenarbeit mit seinem Freund Méry. Als dieser 1831 als Bibliothekar nach Marseille berufen wurde, gründete Barthélemy Némésis, eine wöchentlich erscheinende satirische Zeitschrift. Eine seiner wichtigsten Werke aus dieser Zeit (1832) ist die „Eloge“ Douze journées de la Révolution (1832), in der zwölf wichtige Tage der ersten Revolution gefeiert werden.
Da Barthélemys Angriffe auf Monarchie und Staat auch in der Julimonarchie immer heftiger und unkontrollierter wurden, regte der Bürgerkönig Louis Philippe an, ihm eine kleine Pension auszusetzen. Diese war verbunden, mit der Auflage, nichts politisches mehr zu veröffentlichen und sich ins Privatleben zurückzuziehen. Der Plan ging auf und als die Öffentlichkeit davon erfuhr, sank seine Popularität. Dem Vorwurf, er habe sich kaufen lassen, versuchte Barthélemy vergeblich mit dem Gedicht „Ma justification“ zu begegnen.
In den folgenden Jahren wirkte Barthélemy noch als Übersetzer; u. a. von Girolamo Fracastoro und Vergil. Als er später nochmals mit Satiren reüssieren wollte, blieb ihm ein erneuter Erfolg versagt. In den letzten Jahren seines Lebens veröffentlichte Barthélemy nichts mehr. Er zog sich aus dem öffentlichen Leben zurück und starb mit über 70 Jahren am 23. August 1867 in seiner Heimatstadt.

## Werke (Auswahl)
Satiren
- La Villéliade. 1826.
- Les Jésuites. 1826.
- Rome à Paris. 1826.
- La Corbiéréide. 1827.
- La Peyronéide. 1827.
- La nouvelle Némésis. 1844/45.
- Le Zodiaque. 1846.
- Bomdardement d’Odessa. 1854.
- L’Exposition. 1855.
- La Tauride. 1856.

Elogen und Pamphlete
- Napoléon en Égypte. 1828.
- Le fils de l’homme, ou souvenirs de Vienne. 1829.
- L’Insurrection. 1830.
- La Dupinade, ou la révolution dupée. 1831.
- Douze journées de la révolution. 1832.

Übersetzungen
- Vergil: Äneide.
- Girolamo Fracastoro: Syphilis oder die gallische Krankheit
- Girolamo Fracastoro: La Bouillotte.